# بياروم كاراتراكي
بياروم كاراتراكي (الاسم العلمي:Biarum carratracense) هو نوع من النباتات يتبع جنس البياروم من الفصيلة اللوفية.